# Шмаглевская, Северина
Севери́на Шмагле́вская-Вишне́вская (Севери́на Шмагле́вская, пол. Seweryna Szmaglewska; 11 февраля 1916, Пшыглув  близ Пётркува-Трыбунальского, Польша — 7 июля 1992, Варшава) — польская писательница, наиболее известная, как автор романа для детей и молодежи «Чёрные ноги» (пол. Czarne stopy), а также документальной автобиографической книги «Дым над Биркенау» (пол. Dymy nad Birkenau). Оба произведения входят в обязательную программу изучения в польских школах.

## Жизнь и творчество
Дочь Антония Шмаглевского, секретаря гмины, и Пелагеи, урождённой Быстроньска (Bystrońska). По окончании женской семинарии им. Королевы Ядвиги в Пётркуве-Трыбунальском переехала в Варшаву, где закончила Свободный польский университет, затем училась в Ягеллонском университете в Кракове и Лодзи. В 1942–1945 годах была заключена в немецкий концлагерь Аушвиц-Биркенау. 18 января 1945 года возле Водзислава-Слёнского предприняла успешную попытку побега во время марша смерти. Затем направилась на северо-восток, а со временем пошла ещё дальше от пути марша. Наконец, она спряталась на ферме Дольников в Боринии (сегодня это часть Ястшембе-Здруй).
После Второй мировой войны обосновалась в Лодзи, а в 1946 году вышла замуж за архитектора Витольда Вишневского и переехала в Варшаву. Она давала показания во время Нюрнбергского процесса. Многолетний заместитель председателя Верховного Совета Союза борцов за свободу и демократию и член Совета охраны памяти борьбы и мученичества.
В 1986 году на основе её книги о скаутских приключениях в Свентокшиских горах под названием «Чёрные ноги» снят одноимённый художественный фильм режиссёра Вальдемара Подгорского.
Похоронена на Брудновском кладбище в Варшаве.

## Публикации
- Дым над Биркенау (Dymy nad Birkenau) (литература для средней школы во время ПНР), 1945;
- Мы разделяем гнев (Łączy nas gniew), 1955;
- Прямой путь Лукаша (Prosta droga Łukasza), 1955;
- Хлеб и надежда (Chleb i nadzieja), 1958;
- Похоже на прекрасный день (Zapowiada się piękny dzień), 1960;
- Чёрные ноги (Czarne Stopy) (для молодежи; внеклассное чтение для начальной школы), 1960;
- Свободное место за столом (Puste miejsce przy stole), 1963;
- Тюремные решетки: Антология памяти (Więzienna krata: Antologia pamięci) 1939-45 (ред.), 1964;
- Крик ветра (Krzyk wiatru), 1965;
- Оттенки любви (Odcienie miłości), 1969;
- Невиновные в Нюрнберге (Niewinni w Norymberdze), 1972;
- Новый след Черных Ног (Nowy ślad Czarnych Stóp), 1973;
- Волчья ягода (Wilcza jagoda) 1977;
- Белая роза (Biała róża), 1983;
- Два грустных человека (Dwoje smutnych ludzi), 1986.

## Награды и премии
- Золотой Крест Заслуги (1953)
- Командорский Крест Ордена Освобождения Польши (1960)
- Награда Министра Культуры и Искусства I степени за фундаментальный вклад в литературной творчество с особой отметкой за повести «Дым над Биркенау» и «Невиновные в Нюрнберге» (1973);
- Орден «Знамя Труда» I класса (1978)
- Специальная награда штаб-квартиры Союза польских харцеров за повесть «Новый след Чёрных Ног» (1979)